# Walter Peter (Künstler, 1902)
Walter Peter (* 14. Februar 1902 in Solothurn; † 4. Dezember 1997 ebenda) war ein Schweizer Bildhauer und Zeichner. Bekannt ist er vor allem für die lebensvollen Köpfe, den Harlekin, die Fährleute, Ritter und Rufer.

## Leben und Werk
Walter Peter war ein Frühgeborener. Er wuchs als mittleres von sieben Geschwistern auf. Er war verheiratet mit Delli, geborene Flury.
Nach der Schule absolvierte er lustlos eine kaufmännische Lehre in einer Uhrenfabrik. In den zwei folgenden kaufmännischen Stellen hielt er es jeweils nur ein paar Tage aus.
Schon früh fühlte er sich zur Kunst hingezogen. Zunächst dachte er an Musik, ermutigt vom Thomaskantor Karl Straube in Leipzig. Aber als er den (mit ihm nicht verwandten) Bildhauer Hermann Peter (1871–1930) kennenlernte, fiel seine Wahl auf die Bildhauerei, und er wurde Peters Schüler.
Anschliessend trat er, dem Rat des in Paris lebenden Solothurner Bildhauers Alfred Biberstein folgend, in die Académie Julien in Paris ein. Dort wurde er von Henri Bouchard (1875–1960) und Paul Landowski (1875–1961) unterrichtet und lernte Cuno Amiet und Alberto Giacometti kennen. Unter den befreundeten Kommilitonen war der Holländer Theo van Elsen. Hier schuf Peter den «Johanneskopf», für den ihm Pietro Abruzzese Modell stand (der Kopf ging später verloren), ausserdem den «Tête pour la marche des extasiers», den er später als ein möglicher Vorbote für die unvollendet gebliebene Kompositionsstudie zur «Adamgruppe» bezeichnete.
Nach der Pariser Zeit installierte sich Peter vorerst in St. Niklaus. Hier schuf er den sogenannten «Kummerkopf» nach dem Unternehmer und entfernten Verwandten Eduard Kummer. Danach unterrichtete ihn kurze Zeit der Bildhauer Gustinus Ambrosi in Wien.
Zurückgekehrt nach Solothurn, richtete sich Peter behelfsmässig in einer Garage ein und begann die Kompositionsstudie zur «Adamgruppe», bis sie 137 Figuren zählte, als Mittelpunkt Adam und Eva. Cuno Amiet, der ihn besuchte, verglich das Werk angesichts seiner Dimensionen mit dem Hodlers, der zu solcher Grösse gewachsen sei, «weil er sein Lebtag gesucht, was er nicht ist».
1930 konnte Peter in eine Werkstatt am Waldsaum nördlich von Solothurn umziehen; für den eigentlich bevorzugten Umzug nach Paris fehlten ihm die Mittel. Hier entstanden die Büsten von Josef Reinhart, Walther Stampfli, Oskar Stampfli, Berte de Vigier, Wilhelm Vigier, Adolf Schild, Leo Henzirohs, Karl Obrecht u. a. Nicht ausführen konnte er die bereits angebahnten Büsten von Albert Schweitzer und Thomas Mann.
Die Erfahrungen mit der schwierigen langjährigen Arbeit am «Wengirelief» der Kantonsschule Solothurn, dessen Stein eigentlich zu wenig alt und damit zu wenig kompakt war, bewogen Peter, künftig vorwiegend mit Bronze zu arbeiten. Es entstanden u. a. der «Bauernknabe» in Etziken, der «Eisenwerker» in Gerlafingen und die «Richard-Flury-Gedenkstätte» in Biberist, dazu manche Grabmäler wie das für den Uhrenfabrikanten Kocher-Christ, aber auch noch Arbeiten in Stein wie das Steinfries für die UBS in Grenchen. Das «Wengirelief» wurde an der Expo 64 in Lausanne irrtümlich als das Werk eines Kollegen ausgestellt.
Besonders hervorzuheben unter Peters Werken sind zudem in Solothurn die Knaben-/Hundegruppe beim Bürenschulhaus, in Zuchwil die Jünglingsfigur vor dem Gemeindehaus und in Derendingen der urwüchsige, fischreitende Flussgeist am Emmenbrückekopf.
Walter Peter verstarb im 96. Altersjahr in Solothurn.

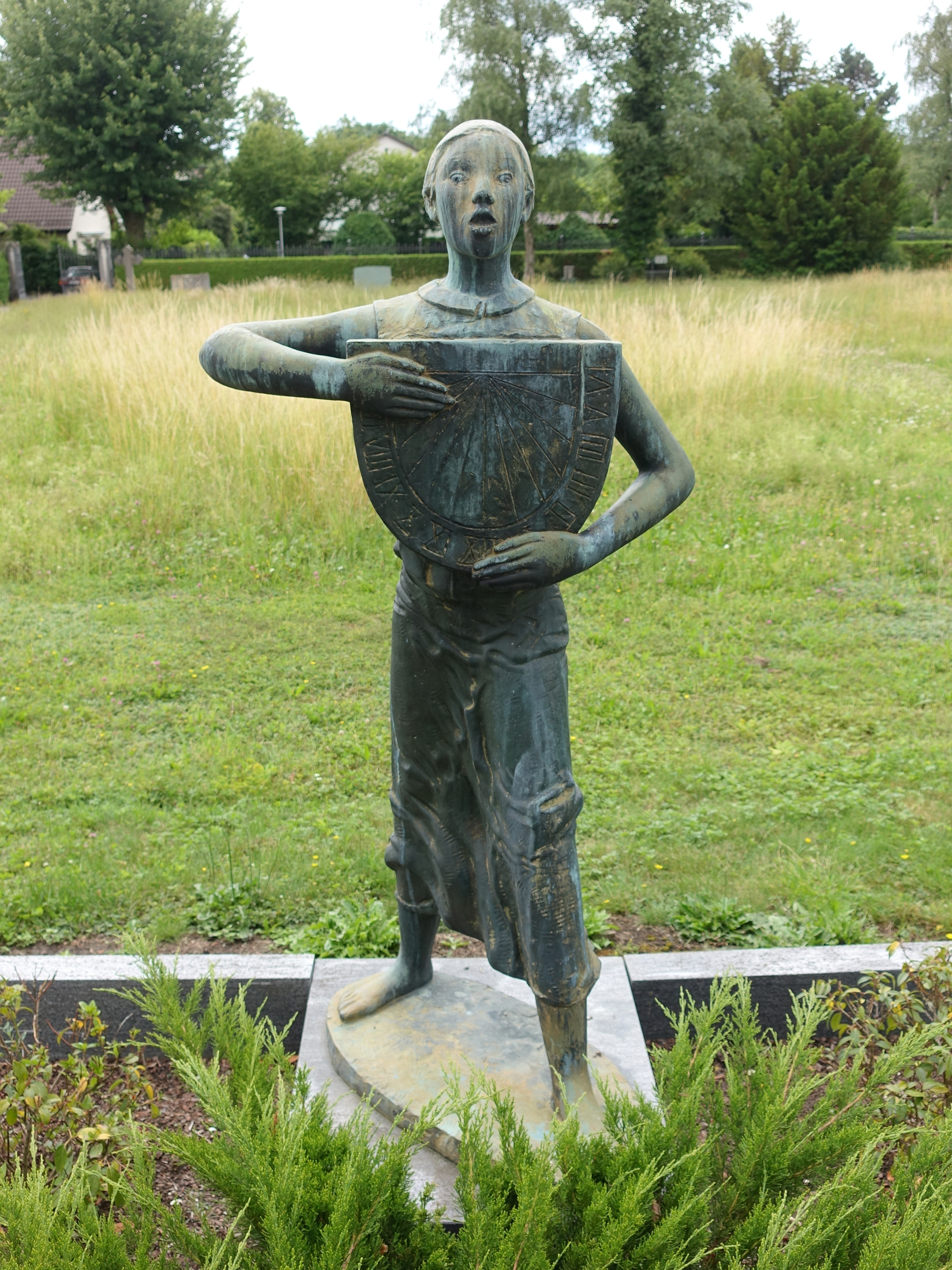
Skulptur für den Uhrenfabrikanten Kocher-Christ (1970) auf dem Friedhof St. Katharinen, Feldbrunnen-St. Niklaus
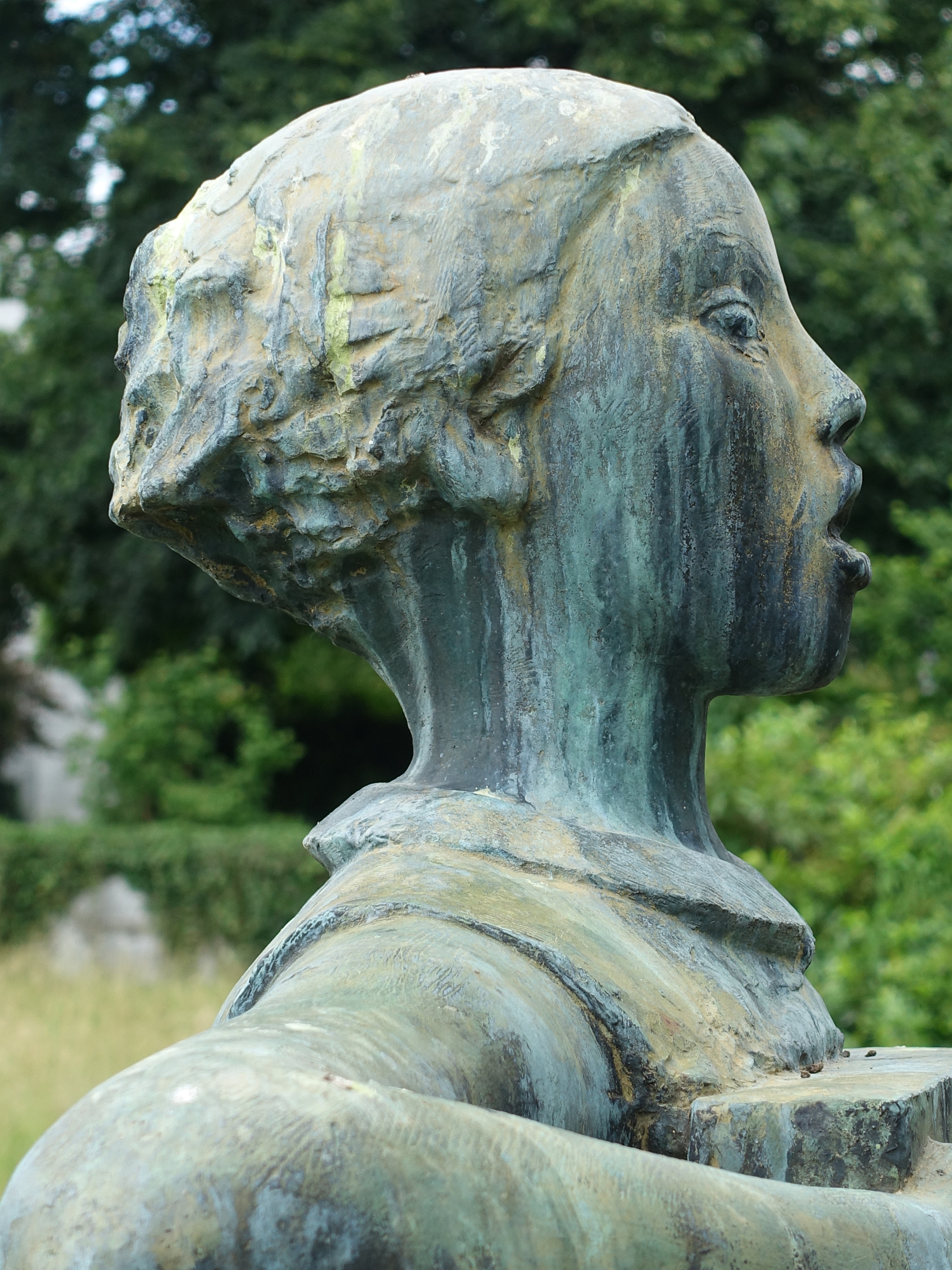
Kopf der Skulptur für Kocher-Christ
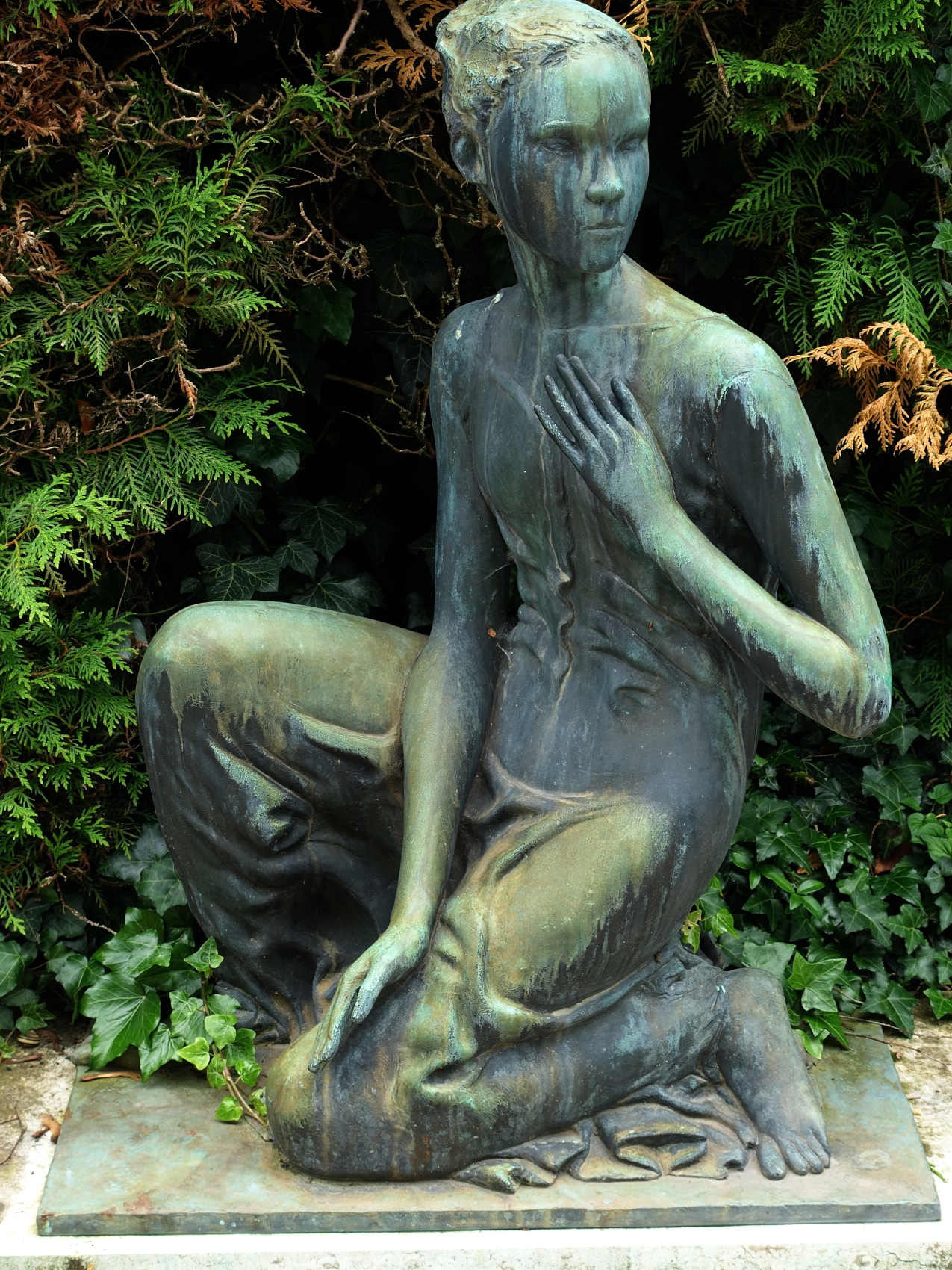
Skulptur (1951), Katholische Kirche, Friedhof St. Katharinen, Feldbrunnen-St. Niklaus
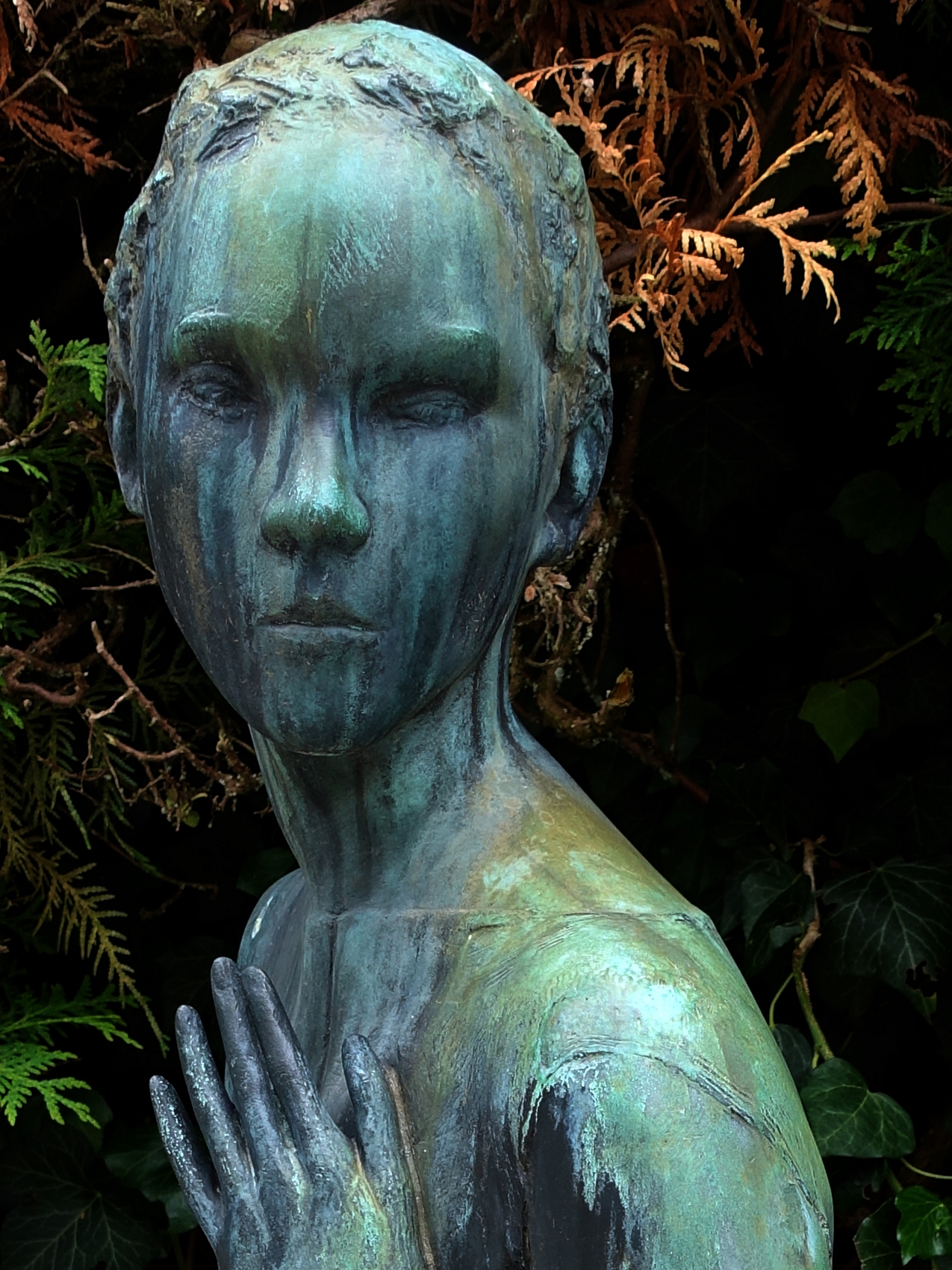
Skulptur (1951), Katholische Kirche, Friedhof St. Katharinen, Feldbrunnen-St. Niklaus

## Ausstellungen
Walter Peters Werke waren u. a. im Kunstmuseum Solothurn, im Kunstmuseum Bern, im Kunsthaus Zürich und im Bündner Kunstmuseum in Chur zu sehen.
1991 wurde die «Adamgruppe» als späte Würdigung in Harald Szeemanns Ausstellung «Visionäre Schweiz» im Kunsthaus Zürich gezeigt.

## Ehrungen
Peter erhielt 1934 und 1938 ein Eidgenössisches Kunststipendium.

## Trivia
Peter liebte die Fasnacht; der traditionelle solothurnische Zapfenstreich beim Ausklang der Fasnacht geht auf seine Idee zurück.